# I Marine Expeditionary Force
Ne doit pas être confondu avec I Marine Amphibious Corps.
La One Marine Expeditionary Force est une Marine Expeditionary Force (MAGTF) de l'United States Marine Corps créée en 1969. Elle participe à la guerre du Golfe et à la guerre d'Irak.

## Unités subordonnées
- Élément de combat au sol : 1re division des Marines
- Élément de combat aérien : 3rd Marine Aircraft Wing
- Élément de combat logistique : 1st Marine Logistics Group (en)
- Elément de commandement de MAGTF (USMC) : Force tactique terrestre et aérienne des Marines
  - 1er Bataillon de soutien MEF
  - 1er bataillon de renseignement
  - 1er bataillon d'application de la loi
  - 1er bataillon radio
  - 9ème bataillon de communication
  - 1st Air Naval Gunfire Liaison Company (ANGLICO)
- 1re brigade expéditionnaire des Marines
- 11th Marine Expeditionary Unit
- 13th Marine Expeditionary Unit (en)
- 15th Marine Expeditionary Unit (en)